# Pierre Patte
Pierre Patte (Parigi, 3 gennaio 1723 – Mantes-la-Jolie, 19 agosto 1814) è stato un architetto e incisore francese.

## Biografia
Pierre Patte studiò sotto la supervisione di Germain Boffrand.
Fu il primo architetto di Cristiano IV, duca di Deux-Ponts-Birkenfeld, dal 1756 al 1775, succedendo a Jacques Hardouin-Mansart de Sagonne. Ha decorato il suo hotel parigino in rue neuve Saint-Augustin nel 1767.
Dal 1770 fu l'architetto del duca di Charost, Armand-Joseph de Béthune. Nel 1777 ricostruì il suo hotel parigino vicino a Saint-Sulpice e lavorò nella sua terra normanna di Bolbec (chiesa e hotel di Saint-Michel).
Architetto in Germania del duca di Deux-Ponts, eseguì alcuni lavori che furono scoperti e attribuiti dopo molto tempo, come ad esempio le due ali del castello di Zweibrücken.
Comunque l'importanza di Patte è dovuta soprattutto dai suoi testi, oltre che dai suoi disegni.
Tra i suoi scritti si possono menzionare: Monuments érigés en France à la gloire de Louis XV (1765); Mémoires sur les objects les plus importants de l'architecture (1769); Mémoire sur la construction de la coupole, projettée pour couronner la nouvelle église de Sainte-Geneviève à Paris (1770);  i due libri riguardanti le strutture teatrali, Description du théâtre de la ville de Vicence... (1780) ed Essai sur l'architecture théâtrale... (1782); inoltre completò i Cours d'architecture de J. Fr. Blondel e soprattutto i Monuments erigées en France à la gloire de Louis XV... (1765), che evidenzia tutta una serie di edifici residenziali, alcuni dei quali mai realizzati.
Molto interessante è il piano generale di Parigi, che può essere considerato come un prezioso Piano Regolatore.
Infine collaborò con l'Encyclopédie di Denis Diderot e Jean Baptiste Le Rond d'Alembert.

## Opere

### Pubblicazioni
- Abregé de la vie de Monsieur Boffrand, 1754;
- Discours sur l'architecture, où l'on fait voir combien il seroit important que l'étude de cet art fit partie de l'éducation des personnes de naissance ; à la suite duquel on propose une manière de l'enseigner en peu de temps, 1754;
- Monumens érigés en France à la gloire de Louis XV, précédés d'un tableau du progrès des arts et des sciences sous ce règne, ainsi que d'une description des honneurs et des monumens de gloire accordés aux grands hommes... et suivis d'un choix des projets qui ont été proposés pour placer la statue du roi dans les différens quartiers de Paris, 1765;
- De la Manière la plus avantageuse d'éclairer les rues d'une ville pendant la nuit, en combinant ensemble la clarté, l'économie et la facilité du service, 1766;
- Mémoire sur l'achèvement du grand portail de l'église de Saint-Sulpice, 1767;
- Mémoires sur les objets les plus importans de l'architecture, 1769;
- Mémoire sur la construction de la coupole, projettée pour couronner la nouvelle église de Sainte-Geneviève à Paris, 1770;
- Description du théâtre de la ville de Vicence en Italie, chef-d'œuvre d'André Palladio, levé et dessiné par M. Patte, 1780;
- Essai sur l'architecture théâtrale, ou De l'ordonnance la plus avantageuse à une salle de spectacles, relativement aux principes de l'optique et de l'acoustique, 1782;
- Mémoires qui intéressent particulièrement Paris, 1800;
- Les Véritables jouissances d'un être raisonnable vers son déclin, avec des observations sur les moyens de se conserver sain de corps et d'esprit jusqu'à l'âge le plus avancé, 1802;
- Fragments d'un ouvrage très important, qui sera mis sous presse incessamment, intitulé : L'Homme tel qu'il devrait être, ou la Nécessité démontrée de le rendre constitutionnel, pour son bonheur, et d'établir, par des lois vraiment conformes à sa nature, l'empire absolu que doit avoir son moral sur son physique, 1804.